# شراكسة مختلطة
شراكسة مختلطة (الاسم العلمي:Charaxes mixtus) هي نوع من الحشرات تتبع جنس الشراكسة من فصيلة الحورائيات.